# Wojkowo (osada w województwie warmińsko-mazurskim)
Wojkowo – osada w Polsce położona w województwie warmińsko-mazurskim, w powiecie bartoszyckim, w gminie Bisztynek.
W latach 1975–1998 miejscowość administracyjnie należała do województwa olsztyńskiego.